# Excirolana linguifrons
Excirolana linguifrons là một loài chân đều trong họ Cirolanidae. Loài này được Richardson miêu tả khoa học năm 1899.